# Девяткин, Николай Андреевич
Никола́й Андре́евич Девя́ткин (род. 25 июня 1948, деревня Приволье, Молотовская область) — советский, российский общественный и политический деятель, председатель Законодательного Собрания Пермской области, Пермского края (2000—2011); кандидат экономических наук, почётный гражданин Пермского края.

## Биография
С июля 1965 г. работал арматурщиком-бетонщиком Осинской ПМК-332. С марта 1967 г. служил в Советской армии.
С декабря 1969 г. — начальник штаба гражданской обороны Осинского райисполкома. В 1971—1976 гг. работал в Осинском РайПО — директором хозрасчётного розничного торгового предприятия, заместителем председателя РайПО по торговле (с 1976 г.). В 1977—1981 гг. — в Осинском райкоме КПСС: инструктор орготдела, заведующий промышленно-транспортным отделом (с июня 1978 г.). В 1978 г. окончил Московский кооперативный институт Центросоюза по специальности «экономист». В 1981—1982 гг. — инструктор отдела торговли и бытового обслуживания Пермского обкома КПСС; в 1982—1985 гг. — второй секретарь Осинского райкома КПСС. В 1985 г. — заочно окончил Пермский государственный сельскохозяйственный институт по специальности «экономист-организатор».
В 1985—1990 гг. — председатель Осинского райисполкома. С 1990 г. — председатель Осинского районного Совета народных депутатов. В 1992—1994 гг. — глава администрации Осинского района.
С 1994 г. — депутат Законодательного Собрания Пермской области первого (1994—1997), второго (1997—2001) и третьего (2001—2006) созывов, являлся заместителем председателя Законодательного собрания (1994—2000), с 27 января 2000 г. — председателем Законодательного собрания (2000—2006). С 2000 г. по октябрь 2001 г. по должности входил в состав Совета Федерации Федерального Собрания РФ, являлся членом Комитета по аграрной политике. В 2006—2011 гг. — депутат, председатель Законодательного Собрания Пермского края первого созыва. С мая 2002 года — координатор Ассоциации органов законодательной власти субъектов РФ в Приволжском федеральном округе (ПФО). Член Совета законодателей России.
Член политической партии «Единая Россия».
С января 2012 года — советник председателя Законодательного собрания Пермского края второго созыва В. А. Сухих. Входит в состав общественной палаты Пермского края, комитета попечителей при главе администрации города Перми.
Избирался депутатом Осинского городского Совета народных депутатов (1973—1983), Осинского районного Совета народных депутатов (1983—1990), Пермского областного Совета народных депутатов (1985—1994).

### Семья
Женат, четверо детей, пятеро внуков, две правнучки и правнук.

## Награды
- Орден Дружбы
- титул «Спикер года — 2002»
- орден «За честь и доблесть» («Российский Национальный Олимп»; 2002).
- Орден Петра Великого I степени Академии проблем безопасности обороны и правопорядка Российской Федерации (2003)
- Строгановская премия в номинации «За выдающиеся заслуги в общественно-политической деятельности» (2007)
- национальная общественная премия «За обустройство Земли Российской» в номинации «За единство Российского государства» с вручением ордена «Иван Калита» (28.3.2008)
- Орден Почёта (20.11.2008) — за заслуги в законотворческой деятельности и многолетнюю плодотворную работу
- Почётный гражданин Осинского района[4]
- Почётный гражданин Пермского края (17.11.2011).